# 26.ª edición de los Premios Óscar
La 26.ª edición de los premios Óscar se celebró el 25 de marzo de 1954 en el RKO Pantages Theatre de Hollywood.
Por segunda vez, se retransmitió la ceremonia por televisión, teniendo una audiencia estimada de 43 millones de espectadores. Shirley Booth, quien estaba en ese momento sobre el escenario de un teatro en Filadelfia, presentó el premio al mejor actor gracias a una conexión en directo, y anunció el ganador tras recibir una llamada telefónica privada del presentador Donald O'Connor. Gary Cooper grabó la presentación del premio a la mejor actriz desde un set de filmación en México, siendo O'Connor quien anunció el nombre de la ganadora.
Todas las películas ganadoras de los grandes premios de este año fueron películas en blanco y negro. La gran ganadora de la noche fue la cinta de Fred Zinnemann De aquí a la eternidad, que consiguió ganar en ocho de las trece nominaciones que tenía, incluyendo Mejor película, Mejor actor y actriz de reparto, Mejor guion (Daniel Taradash), Mejor fotografía (Burnett Guffey), Mejor sonido y Mejor montaje. Sus cinco actores y actrices principales fueron nominados, ganando la estatuilla los secundarios Donna Reed y Frank Sinatra. La película está basada en una novela best seller de James Jones y narra la vida en una base militar situada en Hawái (Oahu) antes del ataque de Pearl Harbor y de la Segunda Guerra Mundial, ilustrando los conflictos entre un soldado (Montgomery Clift) y las rígidas autoridades militares. Su logro de ocho premios igualó en ese momento el récord de mayor número de premios que ostentaba Lo que el viento se llevó (1939). El récord volvería a ser igualado al año siguiente por On the Waterfront (1954).
Walt Disney ganó cuatro premios, un logro que sigue vigente en la actualidad, ya que nadie ha conseguido tantos premios en una única gala.
El discurso de William Holden al recibir el premio al mejor actor por su papel en Stalag 17 fue simplemente "Gracias", haciendo que sea uno de los discursos más cortos de la historia; este hecho se produjo debido a los estrictos tiempos que marcaba la retransmisión televisiva. El propio Holden pagó personalmente unos anuncios en la publicaciones de Hollywood para agradecer a todas aquellas personas a las que no pudo hacerlo durante la ceremonia. También indicó que creía que tanto Burt Lancaster como Montgomery Clift deberían haber ganado el premio al mejor actor por De aquí a la eternidad en lugar de él.

## Ganadores y nominados

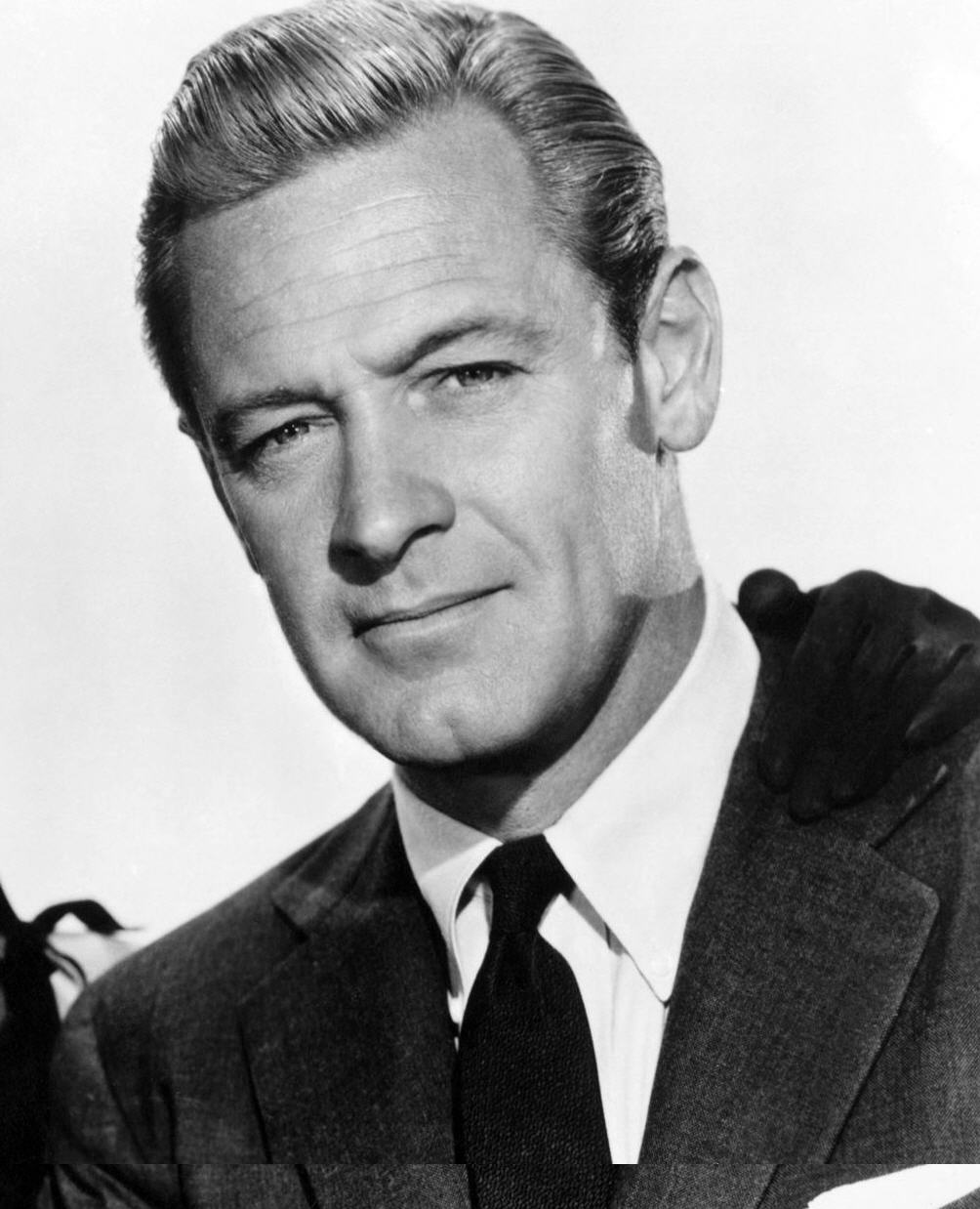
William Holden obtuvo el Óscar como mejor actor por Stalag 17.

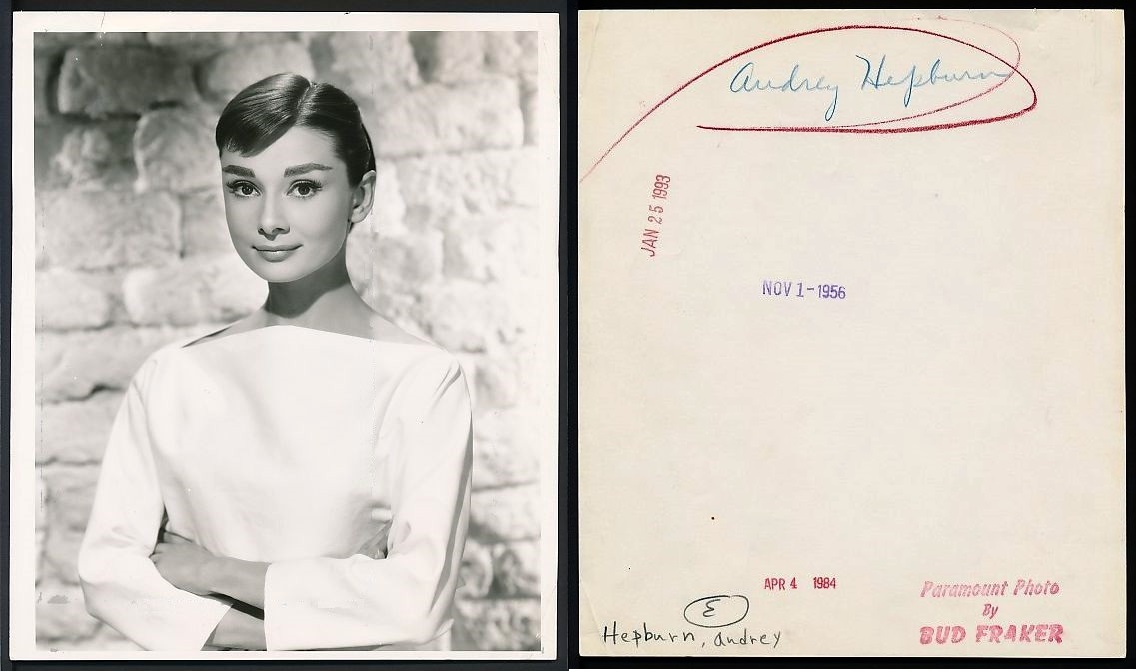
Audrey Hepburn obtuvo el Óscar a la mejor actriz por Roman Holiday.

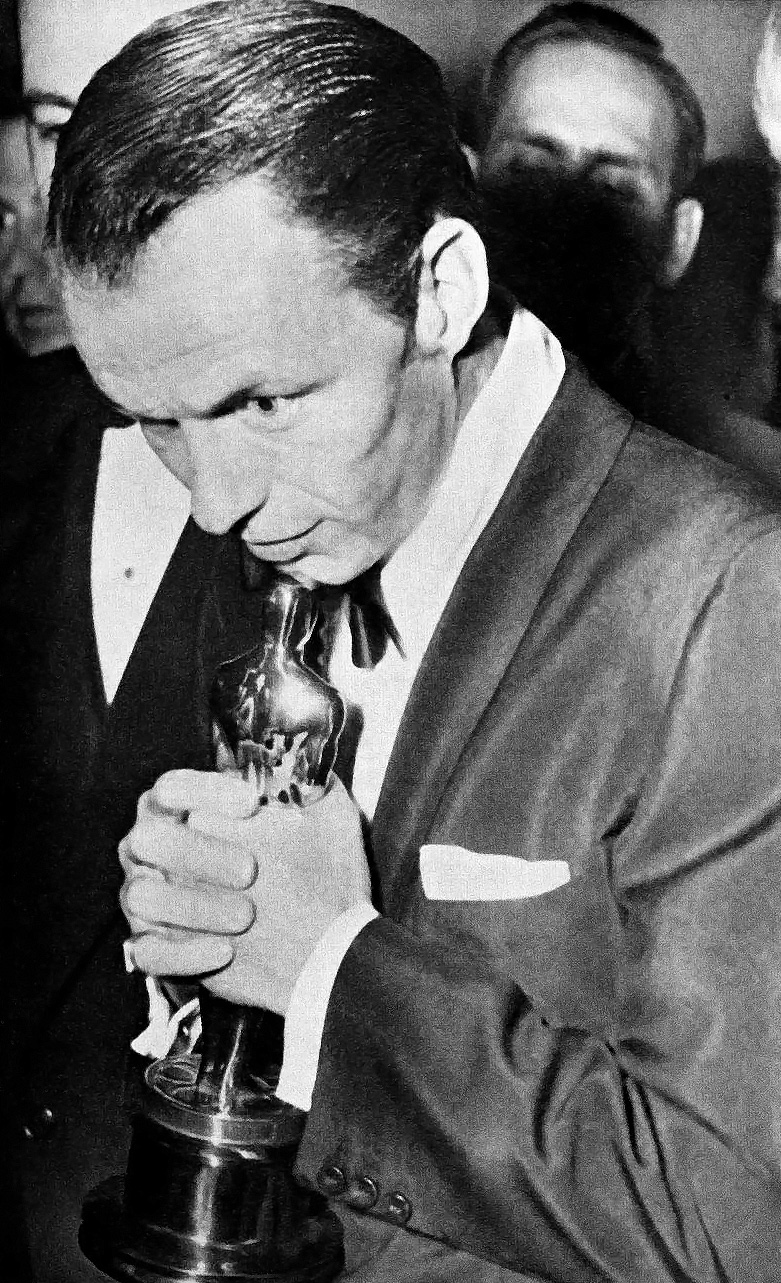
Frank Sinatra obtuvo el Óscar al mejor actor de reparto por De aquí a la eternidad.

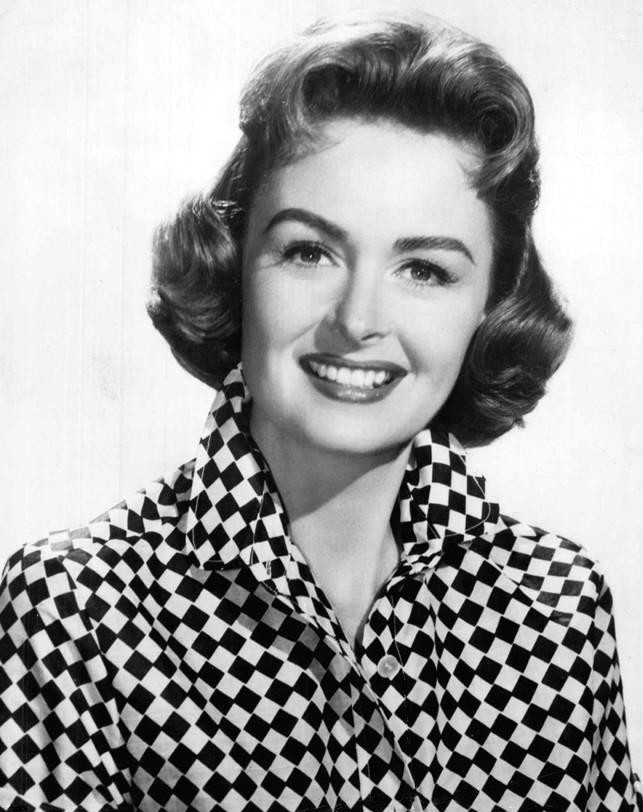
Donna Reed obtuvo el Óscar a la mejor actriz de reparto por De aquí a la eternidad.

Indica el ganador dentro de cada categoría.
| Mejor película Presentado por: Cecil B. DeMille From Here to Eternity (De aquí a la eternidad) — Buddy Adler, productor - Julio César — John Houseman, productor - The Robe (La túnica sagrada) — Frank Ross, productor - Roman Holiday (Vacaciones en Roma) — William Wyler, productor - Shane (Raíces profundas) — George Stevens, productor | Mejor dirección Presentado por: Irene Dunne Fred Zinnemann — From Here to Eternity (De aquí a la eternidad) - George Stevens — Shane (Raíces profundas) - William Wyler — Roman Holiday (Vacaciones en Roma) - Charles Walters — Lili - Billy Wilder — Stalag 17 (Traidor en el infierno) |
| Mejor actor Presentado por: Shirley Booth William Holden — Stalag 17 (Traidor en el infierno) - Marlon Brando — Julio César - Richard Burton — The Robe (La túnica sagrada) - Montgomery Clift — From Here to Eternity (De aquí a la eternidad) - Burt Lancaster — From Here to Eternity (De aquí a la eternidad) | Mejor actriz Presentado por: Gary Cooper Anunciado por: Donald O'Connor Audrey Hepburn — Roman Holiday (Vacaciones en Roma) - Leslie Caron — Lili - Ava Gardner — Mogambo - Deborah Kerr — From Here to Eternity (De aquí a la eternidad) - Maggie McNamara — The Moon Is Blue (La luna es azul) |
| Mejor actor de reparto Presentado por: Mercedes McCambridge Frank Sinatra — From Here to Eternity (De aquí a la eternidad) - Eddie Albert — Roman Holiday (Vacaciones en Roma) - Brandon De Wilde — Shane (Raíces profundas) - Jack Palance — Shane (Raíces profundas) - Robert Strauss — Stalag 17 (Traidor en el infierno) | Mejor actriz de reparto Presentado por: Walter Brennan Donna Reed — From Here to Eternity (De aquí a la eternidad) - Grace Kelly — Mogambo - Geraldine Page — Hondo - Marjorie Rambeau — Torch Song (La canción de la antorcha) - Thelma Ritter — Pickup on South Street (Manos peligrosas) |
| Mejor argumento Presentado por: Kirk Douglas Roman Holiday (Vacaciones en Roma) — Dalton Trumbo - Above and Beyond (El gran secreto) — Beirne Lay - The Captain's Paradise (El paraíso del capitán) — Alec Coppel - Little Fugitive (El pequeño fugitivo) — Ray Ashley, Morris Engel y Ruth Orkin - Hondo — Louis L'Amour (candidatura retirada) | Mejor argumento y guion Presentado por: Kirk Douglas Titanic (El hundimiento del Titanic) — Charles Brackett, Walter Reisch y Richard Breenr - Take the High Ground! (Hombres de infantería) — Millard Kaufman - The Naked Spur (Colorado Jim) — Sam Rolfe y Harold Jack Blomm - The Band Wagon (Melodías de Broadway 1955) — Betty Comden y Adolph Green - The Desert Rats (Las ratas del desierto) — Richard Murphy |
| Mejor guion Presentado por: Kirk Douglas From Here to Eternity (De aquí a la eternidad) — Daniel Taradash - Lili — Helen Deutsch - The Cruel Sea (Mar cruel) — Eric Ambler - Shane (Raíces profundas) — A. B. Guthrie Jr. - Roman Holiday (Vacaciones en Roma) — Dalton Trumbo y John Dighton | Mejor cortometraje animado Presentado por: Keefe Brasselle y Marilyn Erskine Toot, Whistle, Plunk and Boom — Walt Disney - Christopher Crumpet - Stephen Bosustow - From A to Z-Z-Z-Z - Edward Selzer - Rugged Bear - Walt Disney - The Tell Tale Heart - Stephen Bosustow |
| Mejor cortometraje - Un rollo Presentado por: Keefe Brasselle y Marilyn Erskine The Merry Wives of Windsor Overture — Johnny Green - Christ Among the Primitives - Vincenzo Lucci - Herring Hunt - National Film Board of Canada - Joy of Living - Boris Vermont - Wee Water Wonders - Jack Eaton | Mejor cortometraje - Dos rollos Presentado por: Keefe Brasselle y Marilyn Erskine Bear Country — Walt Disney - Ben and Me — Walt Disney - Return to Glennascaul - Dublin Gate Theatre Productions - Vesuvius Express - Otto Lang - Winter Paradise - Cedric Francis |
| Mejor documental largo Presentado por: Elizabeth Taylor y Michael Wilding El desierto viviente — Walt Disney, productor James Algar,director - The Conquest of Everest - John Taylor, Leon Clore y Grahame Tharp - A Queen Is Crowned - Castleton Knight | Mejor documental corto Presentado por: Elizabeth Taylor y Michael Wilding The Alaskan Eskimo — Walt Disney - The Living City - John Barnes - Operation Blue Jay - United States Army Signal Corps - They Planted a Stone - James Carr - The Word - John Healy y John Adams |
| Mejor banda sonora de una película dramática o comedia Presentado por: Arthur Freed Lili - Bronislau Kaper - From Here to Eternity (De aquí a la eternidad) – Morris Stoloff y George Duning - This Is Cinerama (Esto es Cinerama) – Louis Forbes - Julio César – Miklós Rózsa - Above and Beyond (El gran secreto) – Hugo Friedhofer | Mejor orquestación de una película musical Presentado por: Arthur Freed Call Me Madam (Llámeme señora) - Alfred Newman - Kiss Me Kate (Bésame, Kate) – André Previn y Saul Chaplin - The 5,000 Fingers of Dr. T. (Los 5000 dedos del Dr. T) – Frederick Hollander y Morris Stoloff - Calamity Jane (Doris Day en el Oeste) – Ray Heindorf - The Band Wagon (Melodías de Broadway 1955) – Adolph Deutsch |
| Mejor canción original Presentado por: Arthur Freed «Secret Love» de Calamity Jane (Doris Day en el Oeste); compuesta por Sammy Fain y Paul Francis Webster - «The Moon Is Blue» de The Moon Is Blue (La luna es azul); compuesta por Herschel Burke Gilbert y Sylvia Fine - «That's Amore» de The Caddy (¡Qué par de golfantes!); compuesta por Harry Warren y Jack Brooks - «Sadie Thompson's Song (Blue Pacific Blues)» de Miss Sadie Thompson (La bella del Pacífico); compuesta por Lester Lee y Ned Washington - «My Flaming Heart» de Small Town Girl; (Una chica de pueblo/ Señorita inocencia) compuesta por Nicholas Brodszky y Leo Robin | Mejor sonido Presentado por: Jack Webb From Here to Eternity (De aquí a la eternidad) — John P. Livadary - The Mississippi Gambler (El caballero del Mississippi) — Leslie I. Carey - Knights of the Round Table (Los caballeros del rey Arturo) — A. W. Watkins - Calamity Jane (Doris Day en el Oeste) — William A. Mueller - The War of the Worlds (La guerra de los mundos) — Loren L. Ryder |
| Mejor fotografía - Blanco y negro Presentado por: Lex Barker y Lana Turner From Here to Eternity (De aquí a la eternidad) — Burnett Guffey - The Four Poster (Alcoba nupcial) — Hal Mohr - Julio César — Joseph Ruttenberg - Martin Luther (Martín Lutero) — Joseph Brown - Roman Holiday (Vacaciones en Roma) — Frank Planer y Henry Alekan | Mejor fotografía - Color Presentado por: Lex Barker y Lana Turner Shane (Raíces profundas) — Loyal Griggs - Beneath the 12-Mile Reef (El arrecife de la muerte) — Edward Cronjager - Lili — Robert Planck - All the Brothers were Valiant (Todos los hermanos eran valientes) — George Folsey - The Robe (La túnica sagrada) — Leon Shamroy |
| Mejor dirección de arte - Blanco y negro Presentado por: Gower Champion y Marge Champion Julio César — Cedric Gibbons, Edward Carfagno, Edwin Willis y Hugh Hunt - The President's Lady (La dama marcada) — Lyle Wheeler, Leland Fuller y Paul Fox - Titanic (El hundimiento del Titanic) — Lyle Wheeler, Maurice Ransford y Stuart Reiss - Martin Luther (Martín Lutero) — Fritz Maurischat y Paul Markwitz - Roman Holiday (Vacaciones en Roma) — Hal Pereira y Walter Tyler | Mejor dirección de arte - Color Presentado por: Gower Champion y Marge Champion The Robe (La túnica sagrada) — Lyle Wheeler, George Davis, Walter Scott y Paul Fox - Los caballeros del rey Arturo — Alfred Junge, Hans Peters y John Jarvis - Lili — Cedric Gibbons, Paul Groesse, Edwin Willis y Arthur Krams - The Story of Three Loves (Tres amores) — Cedric Gibbons, Preston Ames, Edward Carfagno, Gabriel Scognamillo, Edwin Willis, Keogh Gleason, Arthur Krams y Jack Moore - Young Bess (La reina virgen) — Cedric Gibbons, Urie McCleary, Edwin Willis y Jack Moore |
| Mejor diseño de vestuario - Blanco y negro Presentado por: Gene Tierney Roman Holiday (Vacaciones en Roma) — Edith Head - The Actress (La actriz) — Walter Plunkett - The President's Lady (La dama marcada) — Charles LeMaire y Renié - Dream Wife (La mujer soñada) — Helen Rose y Herschel McCoy - From Here to Eternity (De aquí a la eternidad) — Jean Louis | Mejor diseño de vestuario - Color Presentado por: Gene Tierney The Robe (La túnica sagrada) — Charles LeMaire y Emile Santiago - Call Me Madam (Llámeme señora) — Irene Sharaff - How to Marry a Millionaire (Cómo casarse con un millonario) — Charles LeMaire y Travilla - The Band Wagon (Melodías de Broadway 1955) — Mary Ann Nyberg - Young Bess (La reina virgen) — Walter Plunkett |
| Mejor montaje Presentado por: Esther Williams From Here to Eternity (De aquí a la eternidad) — William Lyon - Crazylegs — Irvine Warburton - Roman Holiday (Vacaciones en Roma) — Robert Swink - The Moon Is Blue (La luna es azul) — Otto Ludwig - The War of the Worlds (La guerra de los mundos) — Everett Douglas | |

### Óscar honorífico
- Mejores efectos especiales: The War of the Worlds (La guerra de los mundos) de Paramount Studios
- Pete Smith, por su punzante visión de la escena estadounidense en sus cortometrajes.
- 20th Century Fox, por la aportación del sistema cinemascope al cine.
- Joseph Breen, por la abierta mentalidad en la elaboración del Código de Producción.
- Bell and Howell Company, por sus logros, básico y pioneros, en el avance del arte cinematográfico.

## Premios y nominaciones múltiples
| Película                                        | Nominaciones | Premios |
| ----------------------------------------------- | ------------ | ------- |
| From Here to Eternity (De aquí a la eternidad)  | 13           | 8       |
| Roman Holiday (Vacaciones en Roma)              | 10           | 3       |
| The Robe (La túnica sagrada)                    | 5            | 2       |
| Lili                                            | 6            | 1       |
| Shane (Raíces profundas)                        | 6            | 1       |
| Julio César                                     | 5            | 1       |
| Calamity Jane (Doris Day en el Oeste)           | 3            | 1       |
| The War of the Worlds (La guerra de los mundos) | 3            | 1       |
| Stalag 17 (Traidor en el infierno)              | 3            | 1       |
| Titanic (El hundimiento del Titanic)            | 2            | 1       |
| Call Me Madam (Llámeme señora)                  | 2            | 1       |
| The Moon Is Blue (La luna es azul)              | 3            | 0       |
| The Band Wagon (Melodías de Broadway 1955)      | 3            | 0       |
| The President's Lady (La dama marcada)          | 2            | 0       |
| Above and Beyond (El gran secreto)              | 2            | 0       |
| Hondo                                           | 2            | 0       |
| Martin Luther (Martín Lutero)                   | 2            | 0       |
| Mogambo                                         | 2            | 0       |
| Young Bess (La reina virgen)                    | 2            | 0       |